# Global mm-VLBI Array
Das Global mm-VLBI Array (Global Millimeter VLBI Array, GMVA) ist ein weltweiter Verbund von Radioteleskopen, um Radioquellen mittels Very Long Baseline Interferometry (VLBI) im Wellenlängenbereich von 3 Millimetern (86 GHz) zu untersuchen. Es operiert seit 2002 als Nachfolger des  Coordinated Millimeter VLBI Array und ermöglicht regelmäßige Beobachtungen in diesem Wellenlängenbereich. Projekte werden nur nach Kriterien der besten Wissenschaft (scientific merit) in den Beobachtungsplan aufgenommen. Das GMVA ist damit für alle Beobachter offen zugänglich (Open Sky Policy).

## Koordination
Koordiniert wird der GMVA vom Max-Planck-Institut für Radioastronomie in Bonn, das auch sämtliche an den Teleskopen aufgezeichneten Daten korreliert. Die Begutachtung der vorgeschlagenen Projekte wird von den beteiligten Observatorien vorgenommen. Einzelne Observatorien behalten sich vor einzelne Projekte nicht zu beobachten. Dies trifft insbesondere auf die IRAM-Teleskope und ALMA zu. Folgende Teleskope nehmen regelmäßig an den zwei Beobachtungskampagnen pro Jahr teil:
- die IRAM-Teleskope (30-m-Teleskop auf dem Pico del Veleta, Plateau de Bure – zurzeit (2019) nur ein Teleskop)
- das 100-m-Radioteleskop Effelsberg des MPI
- das 20-m-Teleskop in Onsala in Schweden und das 14-m-Teleskop im finnischen Metsähovi
- das 40-m-Teleskop des OAN (Observatorio Astronómico Nacional) in Yebes
- acht Teleskope des amerikanischen Very Long Baseline Array (VLBA), das aber auch unabhängig bei 3 mm Wellenlänge operiert
- das Green-Bank-Observatorium (GBT), was ebenso wie das VLBA vom NRAO betreiben wird
- die drei Teleskope des koreanischen KVN
- das Atacama Large Millimeter/submillimeter Array (ALMA) beobachtet seit 2017 etwa einmal jährlich mit dem GMVA besonders ausgewählte Projekte.
- das Greenland Telescope (GLT) hat testweise an Beobachtungen teilgenommen.

Es werden auch Projekte angenommen, die zusätzlich zu den Beobachtungen bei 3 mm auch solche bei 7 mm Wellenlänge in den Beobachtungspausen mit den Antennen des VLBA
benötigen. Diese 7 mm Beobachtungen werden auch vom 32-m Radioteleskop bei Noto/Sizilien unterstützt.
Ein ähnliches Projekt, das aber bei noch kürzeren Wellenlängen operiert (1,3 mm), ist das Event Horizon Telescope (EHT) zur Beobachtung schwarzer Löcher. Das EHT operierte allerdings 2019 zum Zeitpunkt der Beobachtung eines supermassiven schwarzen Lochs in M 87 noch nicht auf regulärer Basis, d. h. noch nicht offen für alle
Beobachter.
Typische Auflösungen von 50 bis 70 Mikro-Bogensekunden erlauben die Beobachtung von aktiven galaktischen Kernen (Akkretionsscheiben, Jets, Schwarze Löcher u. a.), die häufig hinter Gas- und Staubwolken verborgen sind.
Mit dem GMVA wurde 2010/11 eine Durchmusterung ultrakompakter extragalaktischer Radioquellen (aktive galaktische Kerne, Quasare, Blazare) vorgenommen. Beteiligt waren die IRAM-Teleskope, Effelsberg, Onsala, Metsähovi, Yebes und acht VLBA Teleskope.
Mit dem GMVA wurde auch das supermassive schwarze Loch  Sagittarius A* im Zentrum der Milchstraße beobachtet. Dabei war auch ALMA beteiligt.